# عرض السبعينات ذاك
عرض السبعينات ذاك (بالإنجليزية: That '70s Show)‏ مسلسل تلفزيوني أمريكي يعتمد على كوميديا الموقف عرض على شبكة فوكس التلفزيونية من 23 أغسطس 1998 إلى 18 مايو 2006 حيث تم تصوير 8 أجزاء بواقع 201 حلقة، وأصبح المسلسل بمثابة نقطة انطلاق لنجومه الشباب في مجال العمل السينمائي، حيث شق كل منهم طريقه في هذا المجال من خلال مشاركته بهذا المسلسل التلفزيوني.

## القصة
تدور أحداث المسلسل حول 6 مراهقين في السنة الأولى من المرحلة الثانوية الدراسية وهم إريك فورمان (توفر غريس) النحيل الذي يعشق سلسلة أفلام حرب النجوم، دونا بينسيوتي (لورا بريبون) صديق جارها إريك، ستيفن هايد (داني ماسترسون) صديق إريك المقرب وصاحب الأفكار المتحررة والذي ينتقل للعيش مع إريك بعدما تهجره والدته، مايكل كيلسو (أشتون كوتشر) الغبي المغرم بالنساء، جاكي بوركهارت (ميلا كينيس) مشجعة الفريق المدرسي المغرورة والمهتمة أيضا بالشؤون الاجتماعية والصحة، وفيز طالب تبادل مدرسي أجنبي.
يواجه الأصدقاء معا نفس الأفراح والأحزان التي تمر بكل مراهق خلال تلك الفترة. ويستعرض هذا المسلسل العديد من الآراء ووجهات النظر التي كانت سائدة خلال السبعينيات من القرن الماضي، بالإضافة إلى آراء ووجهات نظر كل هؤلاء الذين نشئوا خلال تلك الفترة وتجاوزت أعمارهم في الوقت الحالي الثلاثين والأربعين.

## الشخصيات
| الممثل(ة)       | الشخصية               | عدد الحلقات |
| توفر غريس       | إريك فورمان           | 180         |
| لورا بريبون     | دونا بينسيوتي         | 201         |
| داني ماسترسون   | ستيفن هايد            | 201         |
| ميلا كونيس      | جاكي بوركهارت         | 201         |
| أشتون كوتشر     | مايكل كيلسو           | 184         |
| ويلمر فالديراما | فيز                   | 201         |
| كورتوود سميث    | ريغينالد (ريد) فورمان | 201         |
| ديبرا جو روب    | كيتي فورمان           | 201         |
| دون ستارك       | بوب بينسيوتي          | 201         |
| تانيا روبرتس    | ميدج بينسيوتي         | 76          |
| ليزا روبن كيلي  | لوري فورمان           | 128         |
| كرستينا مور     | لوري فورمان           | 25          |
| تومي شونج       | ليو شينجكويك          | 49          |
| جوش ميييرز      | راندي بيرسون          | 22          |
| --------------- | --------------------- | ----------- |

## جوائز المسلسل
| السنة | المهرجان                                           | الجائزة                                  | الحاصل عليها           |
| 1999  | مهرجان إيمي                                        | أفضل مصمم أزياء                          | ميلينا روت             |
| 1999  | مهرجان النجم الصغير                                | أفضل ممثلة شابة في مسلسل تلفزيوني كوميدي | ميلا كينيس             |
| 2000  | مهرجان النجم الصغير                                | أفضل ممثلة شابة في مسلسل تلفزيوني كوميدي | ميلا كينيس             |
| 2000  | مهرجان نقابة فناني الماكياج ومصففي الشعر الأمريكية | أفضل تصفيف شعر في مسلسل تلفزيوني         | غابرييلا بولينو        |
| 2001  | مهرجان نقابة فناني الماكياج ومصففي الشعر الأمريكية | أفضل تصفيف شعر في مسلسل تلفزيوني         | غابرييلا بولينو        |
| 2002  | مهرجان تصميم الرقصات الأمريكي                      | أفضل مصمم رقصات في مسلسل تلفزيوني        | مارغريت بوميرهن ديريكس |
| 2003  | مهرجان خيارات المراهقين                            | أفضل ممثل تلفزيوني كوميدي                | أشتون كاتشر            |
| 2003  | مهرجان خيارات المراهقين                            | أفضل ممثل مساند تلفزيوني                 | ويلمر فالديراما        |
| 2004  | مهرجان خيارات المراهقين                            | أفضل ممثل تلفزيوني كوميدي                | أشتون كاتشر            |
| 2005  | مهرجان خيارات المراهقين                            | أفضل ممثل مساند تلفزيوني                 | ويلمر فالديراما        |
| 2005  | مهرجان خيارات المراهقين                            | أفضل ممثل تلفزيوني كوميدي                | أشتون كاتشر            |
| ----- | -------------------------------------------------- | ---------------------------------------- | ---------------------- |

## أعمال متعلقة
أعلنت نتفليكس عن مسلسل مشتق باسم عرض التسعينات ذاك That '90s Show يحيي فيه كيرتوود سميث وديبرا جو راب شخصية الأب ريد والأم كيتي وسيتم عرضه في 19 يناير 2023.

## روابط خارجية
- عرض السبعينات ذاك على موقع IMDb (الإنجليزية)
- عرض السبعينات ذاك على موقع ميتاكريتيك (الإنجليزية)
- عرض السبعينات ذاك على موقع روتن توميتوز (الإنجليزية)
- عرض السبعينات ذاك على موقع نتفليكس (الإنجليزية)
- عرض السبعينات ذاك على موقع كينوبويسك (الروسية)
- عرض السبعينات ذاك على موقع ألو سيني (الفرنسية)
- عرض السبعينات ذاك على موقع قاعدة بيانات الفيلم (الإنجليزية)